# Rente für Bergleute
Die Rente für Bergleute ist eine besondere Form der Erwerbsminderungsrente, die Teil der knappschaftlichen Versorgung ist. Sie ist in § 45 SGB VI geregelt.
Anspruch auf die Rente für Bergleute haben Versicherte, die im Bergbau berufsunfähig sind, die allgemeine Wartezeit von fünf Jahren erfüllt haben und in den letzten fünf Jahren vor der Berufsunfähigkeit mindestens drei Jahre Pflichtbeitragszeiten vorweisen können. Der Zeitraum von fünf Jahren verlängert sich dabei wie bei der Erwerbsminderungsrente um Anrechnungszeiten und Berücksichtigungszeiten, ebenso sind die Regelungen zur vorzeitigen Wartezeiterfüllung anzuwenden.
Berufsunfähig ist ein Versicherter, wenn er weder die bisher ausgeübte noch eine andere gleichwertige knappschaftliche Beschäftigung ausüben kann. Nicht berufsunfähig ist ein Versicherter, der eine gleichwertige Beschäftigung oder eine selbständige Tätigkeit außerhalb des Bergbaus tatsächlich ausübt. Die Arbeitsmarktlage ist hierbei nicht zu berücksichtigen.
Ein Anspruch auf Rente für Bergleute besteht nach Abs. 3 außerdem, wenn der Versicherte das 50. Lebensjahr vollendet hat, eine gleichwertige Beschäftigung tatsächlich nicht ausübt und die Wartezeit von 25 Jahren erfüllt hat.
Bis zum 31. Dezember 1983 wurde Rente für Bergleute auch dann geleistet, wenn die Person zum Eintritt der Berufsunfähigkeit nicht mehr in der gesetzlichen Rentenversicherung pflichtversichert war. Diese Regelung ist nach § 242 Abs. 2 SGB VI für Altfälle weiterhin anwendbar.